# 名和顕興
名和 顕興（なわ あきおき）は、南北朝時代の武将。名和基長の子。子に名和顕年。法名は紹覚。検非違使、伯耆守、弾正大弼、従四位下に任ぜられた。

## 略歴
名和一族は後醍醐天皇による鎌倉幕府倒幕と建武新政の確立に寄与し、その功績により栄達したが、足利尊氏との合戦で名和長年、その嫡男義高をはじめ一族の多くが討死にし、没落した。顕興は義高の養子となって家督を継承し、菊池武光を頼って肥後国に下向した。
初め豊福城に入り、次いで義高が地頭職を拝命して所領を持っていた八代の地に土着し、八丁嶽城を築いて古麓城を拠点とした。
康安元年/正平16年（1361年）、同じ南朝方の阿蘇惟澄から社領押領等の狼藉で、宇土道光と共に征西将軍宮へ訴えられている。
懐良親王没後、征西将軍宮良成親王を補佐して菊池一族らと共に南朝側の中核として戦い、葦北郡を相良氏より奪って、二見城（村上興善）、田浦城（進実春）、佐敷城（上神重光）、津奈木城、水俣城にそれぞれ一族・家臣を入れた。
宇土・八代に親王を迎え入れ、九州探題・今川了俊の攻勢に抵抗したが、明徳2年/元中8年（1391年）に古麓城を包囲されて降伏したようである。親王は落ち延び、幕府方に降った顕興は所領を安堵された。 